# Пам'ятник Сергію Спасокукоцькому
Пам'ятник Сергію Спасокукоцькому — пам'ятник російському та радянському вченому, хірургу, творцю радянської клінічної школи Сергію Спасокукоцькому. Скульптор Всеволод Лишев та його учениця Катерина Бєлашова створили монумент у 1944 році. Проте його відкриття відбулося лише в 1946 році, а за іншими даними в 1947 році. Місцем для встановлення обрали сад перед будівлею Міської клінічної лікарні імені Миколи Пирогова, в якій академік пропрацював багато років. З 1960 року пам'ятник взято під державну охорону.

## Опис пам'ятки
Бронзове погруддя виконане з портретною подібністю. Скульптура встановлена на високий прямокутний ступеневий гранітний постамент. З цього ж матеріалу виконано табличку з написом: «Спасокукоцький Сергій Іванович. 1870—1943». Лікар зображений у хірургічному халаті, він зібраний і зосереджений.